# Pieter van Abeele

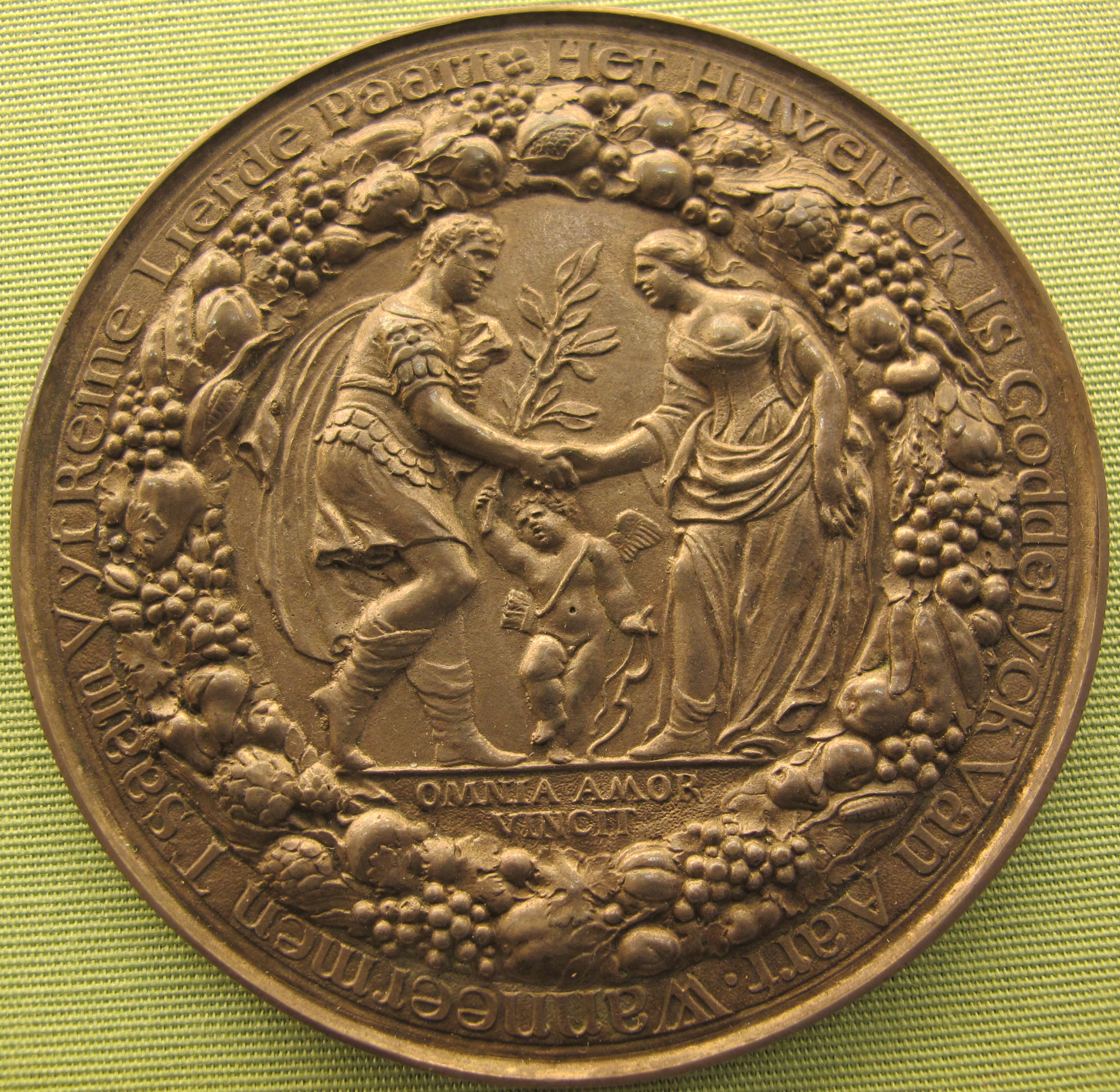
Bröllopsmedalj, omkring 1660.

Pieter van Abeele, född 1608 i Middelburg, död (begraven 21 februari) 1684 i Amsterdam, var en nederländsk gravör. 
van Abeeles "Denkmünze" (minnespengar) beröms som de bästa på sin tid. Sådana med Karl X Gustavs bröstbild från 1658 har föranlett antagande att Peter van Abeele varit i Sverige.